# Чемпионат мира по конькобежному спорту на отдельных дистанциях 2016 — командная гонка (мужчины)
Соревнования в беге на командной гонке среди мужчин на чемпионате мира по конькобежному спорту на отдельных дистанциях 2016 года прошли 12 февраля на катке Центра конькобежного спорта в Коломне, Россия.

## Результаты
| Место | Страна           | Участники                                          | Время   | Отставание |
| ----- | ---------------- | -------------------------------------------------- | ------- | ---------- |
| 1     | Нидерланды       | Дауве де Врис Арьян Струтинга Ян Блокхёйсен        | 3.40,04 |            |
| 2     | Норвегия         | Симен Нильсен Ховард Бёкко Сверре Лунде Педерсен   | 3.41,26 | +1,22      |
| 3     | Канада           | Тед-Ян Блумен Бенджамин Доннелли Джордан Бельчос   | 3.43,28 | +3,24      |
| 4     | Италия           | Андреа Джованнини Микеле Мальфатти Никола Тумолеро | 3.43,29 | +3,25      |
| 5     | Республика Корея | Ё Хьюн Ён Ким Чхоль Мин Ли Сын Хун                 | 3.43,77 | +3,73      |
| 6     | Россия           | Сергей Грязцов Александр Румянцев Данил Синицын    | 3.44,81 | +4,77      |
| 7     | Япония           | Сёта Накамура Рёсуке Цутия Шейн Уильямсон          | 3.45,07 | +5,03      |
| 8     | Польша           | Збигнев Брудка Конрад Недзведзкий Ян Шиманский     | 3.47,80 | +7,76      |